# ديفيد بيرمان (Q46961 أمريكي)
ديفيد بيرمان (بالإنجليزية: David Berman)‏ هو Q46961 أمريكي، ولد في 1903 في أوديسا في أوكرانيا، وتوفي في 16 يونيو 1957 في وادي لاس فيغاس في الولايات المتحدة.